# Сингаївська сільська рада (Бердичівський район)
Сингаївська сільська рада — колишня адміністративно-територіальна одиниця та орган місцевого самоврядування у Бердичівському районі й Бердичівській міській раді Бердичівської округи, Вінницької та Житомирської областей Української РСР з адміністративним центром у селі Сингаївка.

## Населені пункти
Сільській раді на час ліквідації були підпорядковані населені пункти:
- с. Сингаївка.

## Історія та адміністративний устрій
Створена 4 вересня 1928 року у с. Сингаївка Садківської сільської ради Бердичівського району Бердичівської округи. 15 вересня 1930 року, відповідно до постанови ВУЦВК та РНК УСРР від 2 вересня 1930 року «Про ліквідацію округ та перехід на двоступеневу систему управління», сільську раду передано до приміської зони Бердичівської міської ради Української СРР. 28 червня 1939 року, відповідно до указу Президії Верховної ради Української РСР «Про утворення Бердичівського сільського району Житомирської області», сільську раду включено до складу відновленого Бердичівського району Житомирської області.
Станом на 1 вересня 1946 року сільська рада входила до складу Бердичівського району Житомирської області, на обліку в раді перебувало с. Сингаївка.
Ліквідована 11 серпня 1954 року, відповідно до указу Президії Верховної ради Української РСР «Про укрупнення сільських рад по Житомирській області», територію ради та с. Семенівка приєднано до складу Закутинецької сільської ради Бердичівського району Житомирської області.